# Белый заяц из Инабы

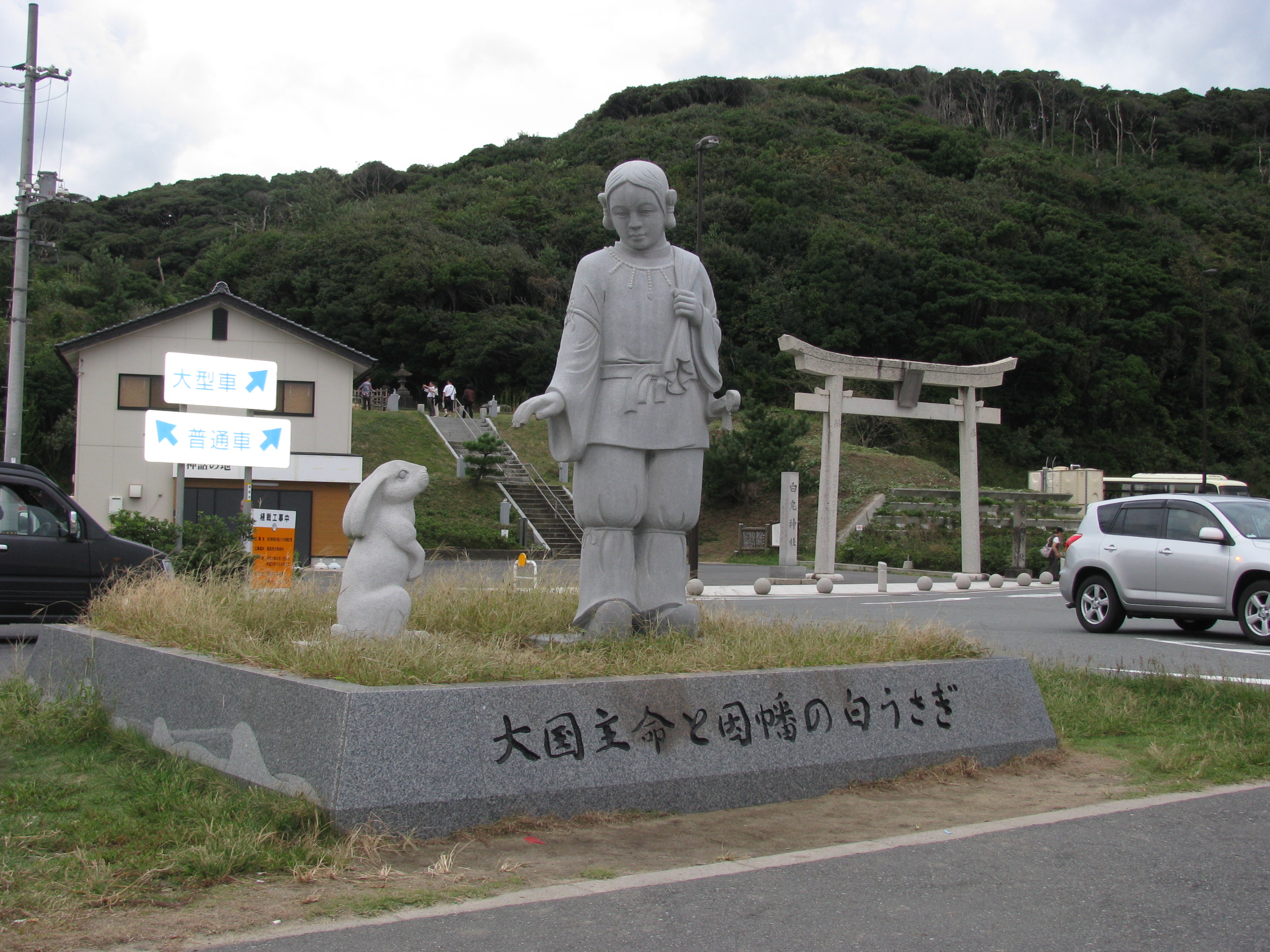
Заяц из Инабы и Окунинуси. Памятник в храме Хакуто Дзиндзя

Белый заяц из Инабы (яп. 因幡の白兎 Инаба но сиро усаги) — персонаж двух японских мифов.

## Версия «Кодзики»
Согласно истории, рассказанной в «Кодзики», Белый заяц жил на острове Оки. Однажды он решил покинуть свой остров. Для этого он сказал морскому крокодилу Вани, что хочет сравнить, у кого из них родичей больше. Для подсчета крокодилов, Заяц предложил им выстроиться в ряд. Прыгая по ним, Заяц одновременно пересчитал рептилий и перебрался на другой берег. В момент, когда Заяц спрыгивал с последнего крокодила, он признался в обмане. За это разозленный крокодил укусил Зайца и содрал с него всю одежду. После этого оставшемуся голым Зайцу повстречались братья бога Окунинуси, идущие свататься к красавице Ягамихимэ. Они научили Зайца, что ему следует окунуться в морскую воду и лечь на высокую скалу. Когда Заяц последовал их совету, соль из моря высохла и кожа Зайца потрескалась. Идущий следом за братьями Окунинуси в свою очередь научил Зайца, как ему исцелиться. В благодарность Заяц сделал так, что Ягамихимэ отвергла братьев и выбрала Окунинуси.

## Версия Исэ га нару
Менее известная версия мифа утверждает, что давным-давно богиня Аматэрасу путешествовала по границе места, называемого Яками и находящегося в Инабе. Когда она и её товарищи искали место для остановки, перед ними появился белый заяц. Этот заяц схватил Аматэрасу за одежду и привел её к горам Накаяма и Рэйсэки. Данное место оказалось вполне пригодным для остановки. Через два часа под руководством зайца группа достигла горной вершины, ныне известной как Исэ га нару. Выполнив свою задачу, белый заяц исчез. Описанное в легенде место находится в Ядзу и включающем его в себя городе Тоттори. В префектуре Тоттори находится храм Хакуто Дзиндзя, посвящённый Белому зайцу.